# Erysimum ehrendorferi
Erysimum ehrendorferi là một loài thực vật có hoa trong họ Cải. Loài này được Polatschek mô tả khoa học đầu tiên năm 2007.